# Schützenhaus

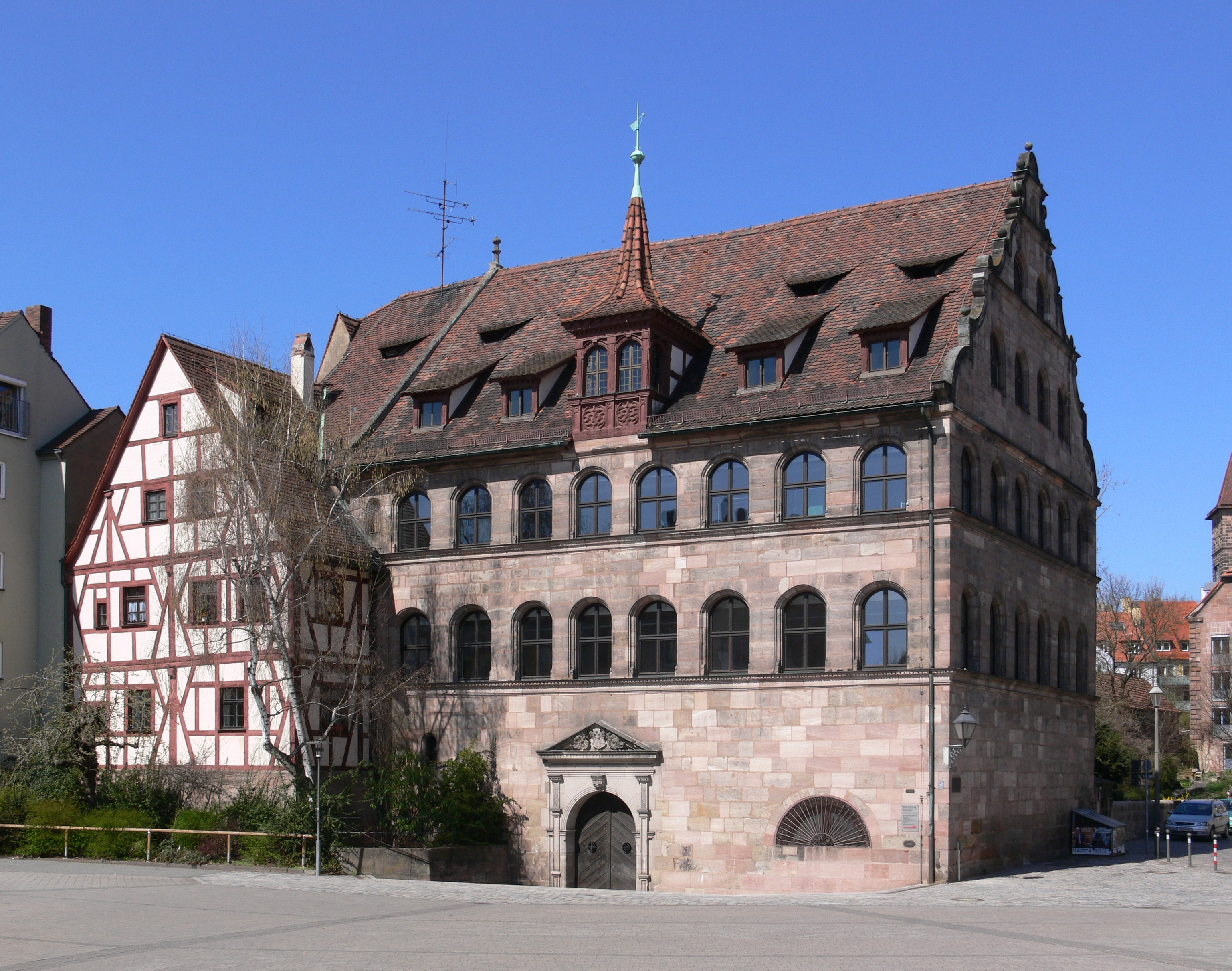
Herrenschießhaus in Nürnberg.

Ein Schützenhaus ist eine schießsportliche Anlage und wird in der Regel von einem Schützenverein unterhalten und genutzt.

## Geschichte

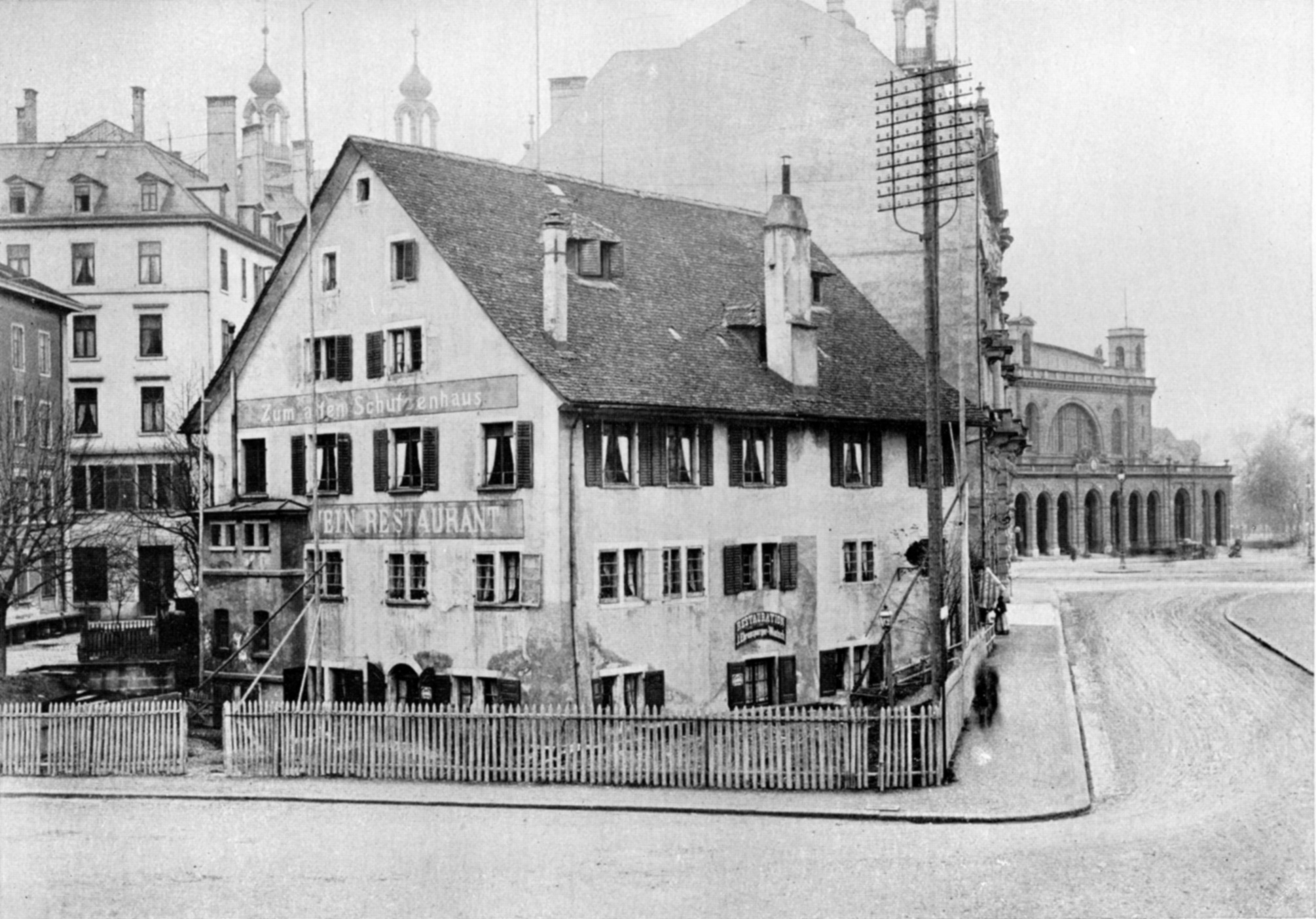
Altes Schützenhaus in Zürich, 1899 abgebrochen.

Seit dem Hochmittelalter mussten sich Städte gegen Fehden einzelner Ritter oder anderer Städte wehren, da es keine zentrale Ordnungsmacht gab. Mit der Erfindung der Armbrust entstanden so genannte Schützengilden. Die Armbrust war eine geeignete Waffe, sich gegen Ritter und deren schwere Waffen zu verteidigen. Jedoch verlangte der Umgang mit der Armbrust ein regelmäßiges Üben. Man versuchte ein auf einer langen Stange angebrachtes Ziel (üblicherweise ein Vogel) abzuschießen.
Mit der Einführung der Feuerwaffen wurden die Übungsplätze vor die Städte verlegt, um sich gegen Lärm und mögliche Brände zu schützen. Dazu entstanden die ersten Schützenhäuser, Schützenhöfe oder Schützenmatten (Schweiz). Die Schützengilden hatten ein starkes Zusammengehörigkeitsgefühl, welches sich in einem starken sozialem Netzwerk spiegelte. Es fanden regelmäßige Wettkämpfe (Schützenfeste) mit befreundeten Schützengilden statt. Mit der Entwicklung des Militärwesens verloren die Gilden ihre militärische Bedeutung, behielten aber ihre Traditionen und wandelten sich oft in Schützenvereine um. Die Schützenhäuser wurden nun oft als Wirtshaus oder Vereinslokal genutzt. Durch den Krieg wurden in Deutschland viele Schützenhäuser zerstört.
Heutige Schützenhäuser haben in der Regel 10 bis 20 Schießstände, meist auch ausgelegt für verschiedene Schießdisziplinen. Die Schießscheiben werden nur noch selten manuell vor und zurück gekurbelt, sondern mit elektrischen Scheibenzuganlagen bewegt. Daneben gibt es modernste elektronische Zeigeranlagen mit Zoom-Funktion, die in der Schweiz besonders auf den 300-m-Ständen zur Anwendung kommen.

## Deutschland

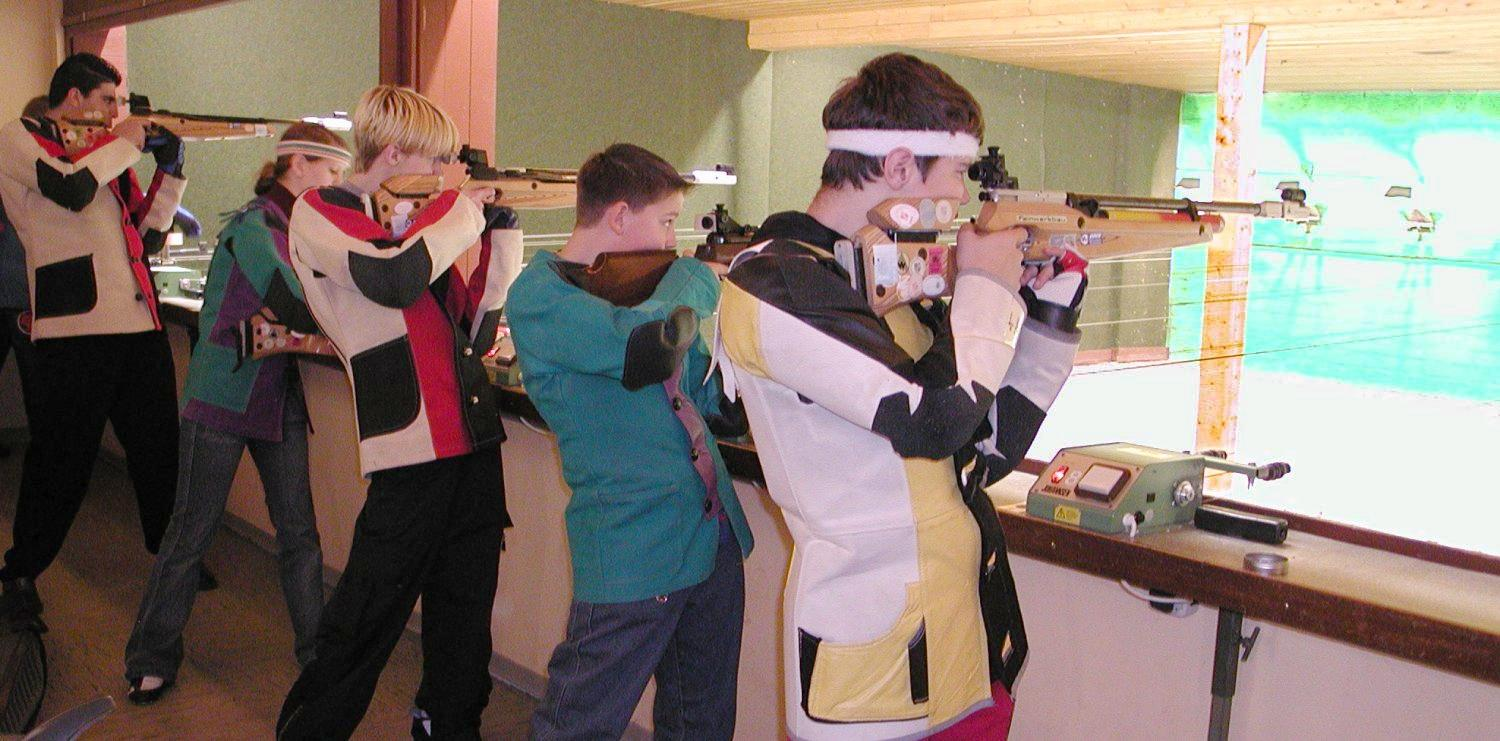
Sportschießen mit dem Luftgewehr

In Deutschland begann nach dem Zweiten Weltkrieg Schützenwesen, nach Aufhebung der Beschränkungen durch die Siegermächte, wieder aufzuleben. Mangels eigener Schützenhäuser begannen viele Vereine erst einmal als Saalschießverein. In Sälen von Gaststätten wurden die Schießstände aufgebaut, die Schießscheiben wurden mit Handkurbelgeräten vor und zurück transportiert.
Die Anlage eines deutschen Schießstandes unterliegt rechtlichen Bestimmungen (Schießstandrichtlinien) und die Ausstattung ist vom Deutschen Schützenbund festgelegt. Ein Schießstand muss von einem offiziellen Schießstand-Sachverständigen behördlich abgenommen werden. Der Bau eines Schützenhauses unterliegt den Bestimmungen des Baugesetzbuches und den regionalen Bauordnungen. Bei Schützenhäusern mit offenen Schießständen ist in der Regel ein Bau nur im Außenbereich (Mischgebiete) zugelassen. Schützenhäuser mit geschlossenen Schießständen können auch in allgemeinen Wohngebieten (WA) zugelassen werden. Größere Schützenhäuser können für verschiedene Schießdisziplinen ausgestattet sein, so für das Schießen mit Luftdruckwaffen, Kleinkaliberwaffen, Armbrust oder auch Großkaliberwaffen und Bogenwaffen. Zusätzlich enthalten Schützenhäuser meistens einen mehr oder weniger großen Saal, in dem sich die Schützen vor und nach dem Schießen, meist bei einem gemütlichen Beisammensein, aufhalten können. Vereinseigene Waffen werden entweder in einer Waffenkammer oder in speziellen Waffenschränken untergebracht, die besondere Sicherheitskriterien erfüllen müssen und auch die notwendigen Lagerbedingungen (Umgebungstemperatur, Luftfeuchtigkeit usw.) bieten.

## Schweiz

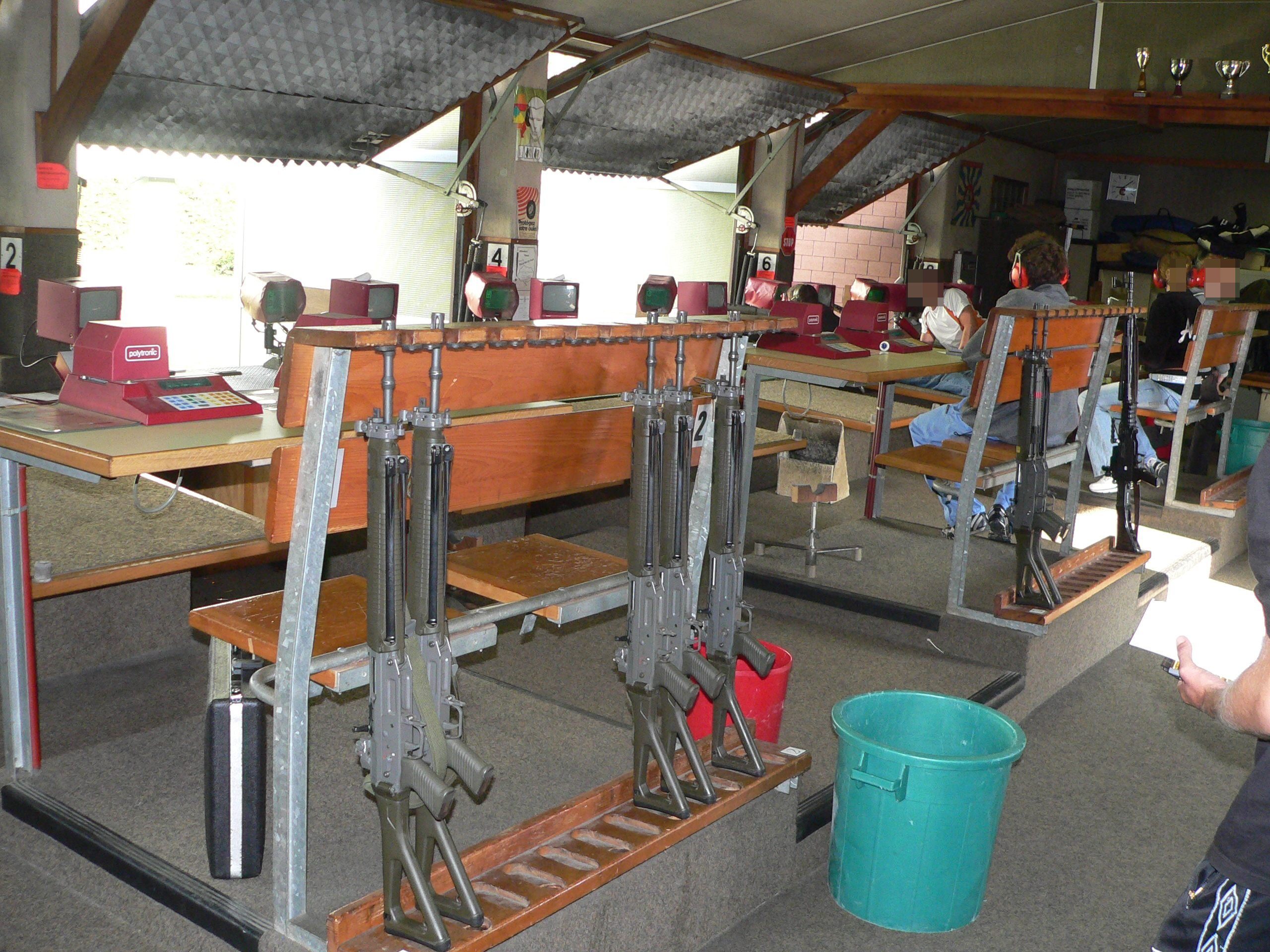
Schießstand in der Schweiz

In der Schweiz unterliegen Schiessanlagen der eidgenössischen Verordnung über die Schiessanlagen für das Schiesswesen ausser Dienst und den Weisungen für die technischen Belange von Schiessanlagen für das Sportschiessen, welche der Schweizer Schiesssportverband (SSV) in Absprache mit der Unfallversicherung der Schweizerischen Schützenvereine (USS) erlässt.

## Historische Schützenhäuser (vor 1850 erbaut)

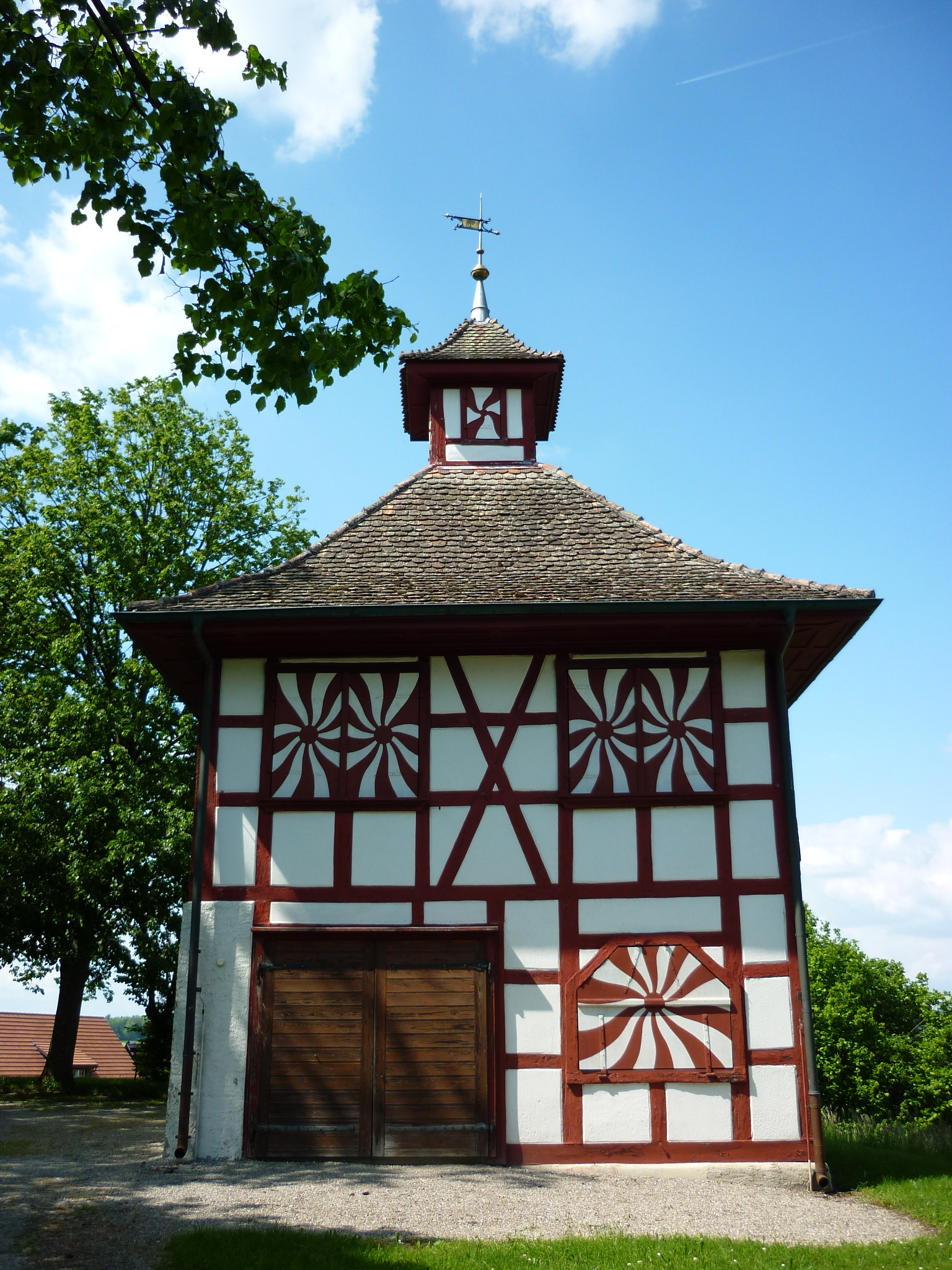
Altes Schützenhaus in Marthalen.

### Erhalten
- Schießhaus (Weimar)
- Schützenhaus (Basel)
- Schützenhaus (Enns)
- Schießhaus (Heilbronn)
- Schützenhaus Katharinenberg
- Schützenhaus Lichtenfels
- Schützenhaus (Marthalen)
- Schützenhaus Münchberg
- Schützenhaus Nürnberg
- Schützenhaus (Nürtingen)
- Schützenhaus (Schaffhausen)
- Altes Schützenhaus (Schwäbisch Hall)
- Schützenhaus (Sursee)
- Schützenhaus (Thun)
- Altes Schützenhaus (Zofingen)

### Abgebrochen
- Altes Schützenhaus (Bern)
- Schützenhaus (Eilenburg)